# Florian von Miller
Ritter Florian Sigmund Maximilian Miller von Altammerthal und Fronhofen (* 1668; † nach 1714) war ein deutscher Geistlicher und während des bayerischen Volksaufstandes 1705 Pfarrer von Oberviechtach.

## Leben
Florian von Miller stammte aus einer bürgerlichen Beamtenfamilie der Oberpfalz. Sein Vater, Dr. utr. Iur. Johann Jakob Miller, hatte es bis zum Regierungskanzler in Amberg gebracht und war 1660 in den erblichen Ritterstand mit dem Titel „Ritter Miller Edler von Altammerthal und Fronhofen“ erhoben worden. Die Familie war im Gegensatz zu dem seit dem Dreißigjährigen Krieg meist verarmten oberpfälzischen Adel recht wohlhabend.
Pfarrer Florian von Miller hatte im Dezember 1705 in der Oberpfalz und im Bayerischen Wald die Führung eines Aufstandes übernommen und am 31. Dezember 1705 die Stadt Cham erobert. Matthias Ägidius Fuchs traf einige Tage vor dem 4. Dezember 1705 bei ihm ein und besprach offenbar mit ihm den Aufstandsplan. Am 4. Dezember reiste nach Angaben von Christian Probst Pfarrer von Miller nach Vilshofen und knüpfte von hier Verbindungen zum Braunauer Parlament in Braunau am Inn.
Am 17. Januar 1706 wurde der Volksaufstand von Freischärlern, Husaren und regulären österreichischen Truppen niedergeschlagen und Florian von Miller in Haft genommen. Zunächst wurde er nach Straubing verbracht und am 12. März 1706 nach Wörth an der Donau gebracht, um im Gefängnisturm von Schloss Wörth inhaftiert zu werden. Als Mitte des Jahres 1707 das Urteil verkündet wurde und er zur Kerkerhaft auf unbestimmte Zeit verurteilt wurde, errichtete man im vierten Stock, im ehemaligen „Ritterstüberl“ des Schlosses, eine neue Gefängnisanlage. Miller wurde dort bis zum 15. Oktober 1714 festgehalten. Anschließend wurde er von dort entlassen, über sein weiteres Schicksal ist nichts mehr bekannt.